# Afraflacilla
Afraflacilla este un gen de păianjeni din familia Salticidae.
Cladograma conform Catalogue of Life:
| Afraflacilla | \| \| Afraflacilla antineae \| \| \| \| \| \| Afraflacilla berlandi \| \| \| \| |
|              | \| \| Afraflacilla antineae \| \| \| \| \| \| Afraflacilla berlandi \| \| \| \| |
|              | Afraflacilla antineae                                                           |
|              |                                                                                 |
|              | Afraflacilla berlandi                                                           |
|              |                                                                                 |